# Tung-cse kínai császár
Tung Cse (Tiltott Város, 1856. április 27. – Hall of Mental Cultivation, 1875. január 12.) kínai császár 1861-től haláláig.
Tung Cse Hszien-feng császár fiaként született, és édesapja halála után lépett a trónra alig 5 évesen. Kezdettől fogva egy 3 tagú régenstanács uralkodott helyette, élén édesanyjával, Ce-hszi császárnéval (1835–1908). 1864-re sikerült leverni a már 14 éve tomboló Tajping-felkelést Kína déli részén, 1868-ban pedig az 1853-ban kirobbant Nien-felkelést északon. A régensség rendezte a kincstár helyzetét; a lázadások sújtotta területen felújította a hivatalnoki vizsgarendszert, és cserélte a hivatalnoki kart; a parasztokat vetőmag és szerszámok osztásával igyekezett intenzívebb gazdálkodásra fogni.  Nyugati mintára új fegyverek gyártása indult meg, ám a tudományos gondolkodás területén a modern eszmék nem tudták legyőzni a konfucianizmus hagyományait. Új testület jött lére a külügyek kezelésére is.
Tung Cse 17 éves korától, 1873-tól vehette kezébe személyesen az uralkodói ügyeket – bár kevéssé érdeklődött irántuk – , de már 1875-ben elhunyt. Kína trónján unokaöccse, Kuang-hszü követte.

## Lásd még
- A Csing-dinasztia családfája

| Előző uralkodó: Hszien Feng | Kínai császár 1861 – 1875 | Következő uralkodó: Kuang Hszü |